# Horst Hrubesch
Horst Hrubesch (tiếng Đức: [ˈhɔʁst ˈʁuːbɛʃ]; sinh ngày 17 tháng 4 năm 1951) là huấn luyện viên và cựu cầu thủ bóng đá người Đức, hiện đang dẫn dắt đội tuyển bóng đá nữ quốc gia Đức. Khi còn là cầu thủ, Hrubesch đã giành được ba chức vô địch quốc gia Tây Đức cùng với danh hiệu Cúp C1 châu Âu năm 1983 trong màu áo câu lạc bộ Hamburger SV. Ông là thành viên chủ chốt của đội tuyển Tây Đức lọt vào trận chung kết World Cup 1982, nhưng thất bại trước Ý. Ông có biệt danh là Das Kopfball-Ungeheuer (Quái thú đánh đầu), được đặt bởi kĩ năng ghi bàn bằng đầu khi thi đấu ở vị trí tiền đạo cắm.